# Краљ Шкорпион (филм)
Краљ Шкорпион (енгл. The Scorpion King) је авантуристички филм Чака Расела из 2002. са Роком, Кели Ху и Стивеном Брандом у главним улогама.

## Улоге
| Глумац             | Улога               |
| ------------------ | ------------------- |
| Рок                | Матајус             |
| Стивен Бранд       | Мемнон              |
| Мајкл Кларк Данкан | Балтазар            |
| Кели Ху            | Касандра            |
| Бернард Хил        | Филос               |
| Грант Хеслов       | Арпид - коњокрадица |
| Ралф Мелер         | Торак               |